# Stazione di Firenze Castello
1 Firenze Campo di Marte
2 Firenze Castello
3 Le Cure
4 Le Piagge
5 Firenze Rifredi
6 Firenze Rovezzano
7 Firenze San Marco Vecchio
8 Firenze Santa Maria Novella
9 Firenze Statuto
La stazione di Firenze Castello è una stazione ferroviaria di Firenze, situata nell'omonimo quartiere, all'estrema periferia nord-ovest della città di Firenze e di alcune zone del limitrofo comune di Sesto Fiorentino.
Si trova sulle linee Bologna-Firenze (AV), Bologna-Firenze (DD) e Maria Antonia, ha inoltre collegamenti diretti con Empoli ed è una fermata sulla direttrice metropolitana Pistoia/Prato/Vernio-Montevarchi/Arezzo.

## Storia
Prende il nome del quartiere situato nella zona nord della città; fino al quadruplicamento del tratto Firenze Rifredi-Sesto Fiorentino avvenuto nel 1990, Firenze Castello (all’epoca solo Castello) era una semplice stazione con le abilitazioni al servizio merci a carro e piccole partite.
Durante il periodo di Firenze Capitale, la stazione di Castello fu tra le più importanti della linea Maria Antonia in quanto era utilizzata da Vittorio Emanuele II per i suoi spostamenti verso la vicina Villa Reale e per questo fu dotata di un’esclusiva sala d’aspetto dedicata alle esigenze monarchiche.

## Caratteristiche
La stazione dispone di 7 binari per il servizio passeggeri serviti da 4 banchine collegate da un sottopassaggio e coperte da pensiline nella parte centrale. I binari 1 e 2 fanno parte della linea Bologna-Firenze (AV) (i marciapiedi sono recintati) e sono in diretto collegamento alla Galleria Vaglia subito dopo i marciapiedi. I binari 3 e 4 fanno parte della linea Bologna-Firenze (DD), i binari 5 e 6 fanno parte della linea Firenze-Lucca, il binario 8 viene usato per incroci e precedenze; il binario 7 è un tronchino lato sud utilizzato per manovra e sosta di locomotive.
La stazione è collegata, prevalentemente per esigenze del traffico merci o di prove con il materiale rotabile, direttamente con il P.M. di Firenze Cascine lungo la linea ferroviaria per Pisa e Livorno, permettendo di evitare il regresso a Firenze Rifredi ai convogli in transito tra Pisa/Empoli e Prato/Bologna. Dal settembre 2022 tale collegamento è in uso anche per il servizio passeggeri. La stazione dispone inoltre di 10 binari per i treni merci.
Per la sua vicinanza geografica all'Aeroporto di Peretola la stazione di Firenze Castello, attraverso il completamento della Linea 2 della tramvia, è indicata come un futuro punto di interscambio su ferro per collegare la rete ferroviaria alle nuove sedi di Città metropolitana e Regione nonché al polo scientifico di Sesto Fiorentino e allo stesso scalo aeroportuale.

### Scalo di smistamento
Erroneamente a quanto spesso attribuito, non risulta essere uno scalo merci.
La stazione dispone altresì di 10 binari per i treni merci in quanto, a fine anni 80, venne deciso di realizzare uno scalo di smistamento di primo livello che venne attivato nel 1993.  Il fascio base di 16 binari non è mai stato utilizzato appieno, anche dopo il trasferimento dello smistamento di Rifredi e Campo Marte, in quanto Castello soffriva la concorrenza di Pisa San Rossore. Nel 1997 da scalo di smistamento primario viene declassato a scalo secondario di terminalizzazione dei treni merci diretti (gli ex omnibus) dopo soli 4 anni.  Il traffico è ulteriormente declinato.

### Strutture e impianti
L’edificio della stazione è dotata di biglietteria e sala d'attesa, ma sono chiuse al pubblico. Esternamente è presente una macchina automatica per l'emissione dei biglietti.

## Movimento
Nell'area metropolitana fiorentina, i biglietti e gli abbonamenti urbani di Autolinee Toscane  permettono di utilizzare tramvia e autobus urbani nonché di usufruire dei treni regionali nelle stazioni ferroviarie di Firenze, ovvero Firenze SMN, Firenze Rifredi, Firenze Statuto, Firenze Campo Marte, Le Piagge, Le Cure, Firenze Rovezzano, Firenze Castello e Firenze San Marco Vecchio.

### Firenze Castello-Empoli
Dal 12 settembre 2022 la stazione è il capolinea del nuovo servizio con la stazione di Empoli che prevede 12 corse nei giorni feriali.

### Servizio passante di Firenze
All’interno dell’offerta cadenzata, ferma ogni ora, in entrambe le direzioni, un treno che collega Prato e Montevarchi, tramite il passante ferroviario di Firenze, con fermata in tutte le stazioni cittadine ed extraurbane: il "servizio di cintura" fa parte delle microdirettrici metropolitane del progetto. Anche su questa direttrice può essere utilizzato il biglietto urbano per gli spostamenti tra le stazioni ferroviarie di Firenze.

## Servizi
La stazione dispone di:
- Parcheggio di scambio
- Sottopassaggio
- Biglietteria Automatica
- Annuncio sonoro arrivo e partenza treni

## Interscambi
- Stazione ferroviaria
- Fermata autobus
- Stazione taxi

## Incidenti
- Il 23 marzo 1998 un treno Pendolino ETR480 si è scontrato con un treno regionale provocando la morte di una persona e il ferimento di 39.[15] Per l'incidente furono condannati i due macchinisti del Pendolino in quanto non avrebbero rispettato la segnaletica.[16]
- Il 3 ottobre 2008 un operatore intento ad eseguire lavori di manutenzione alla rete elettrica perse la vita nello scontro fra il carrello dove si trovava ed un altro in movimento.[17]
- Il 20 aprile 2023 un carro del treno merci GTS RAIL 57034 è uscito dai binari mentre il convoglio era nei pressi della stazione.[18] L’incidente ha provocato l’abbattimento di un traliccio che alimentava i treni e la linea ferroviaria. I treni in transito da Firenze hanno subito cancellazioni e ritardi[19] provocando enormi disagi tra i viaggiatori.[20]

## Galleria d'immagini

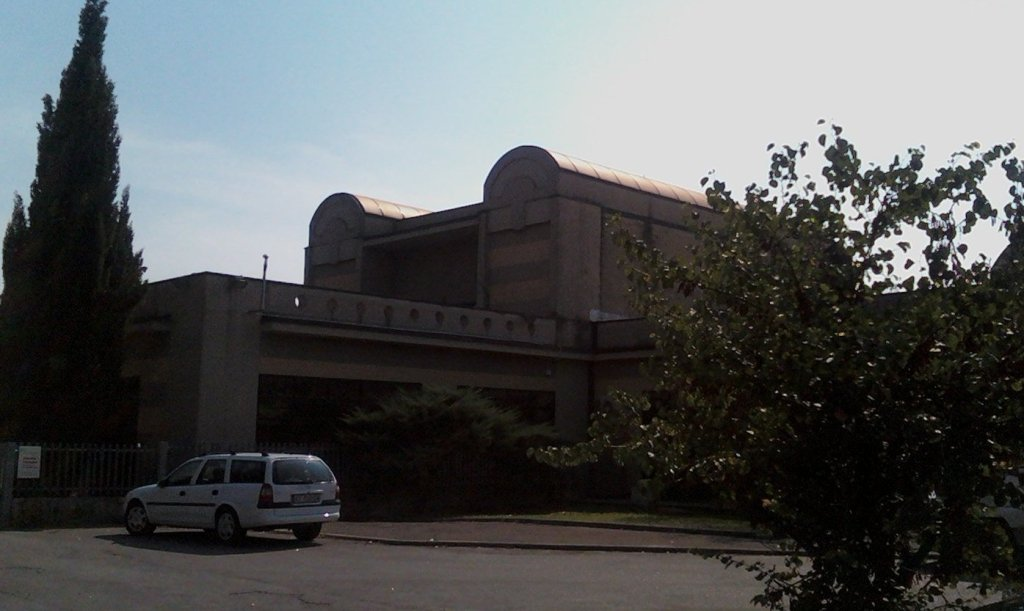
Fabbricato viaggiatori
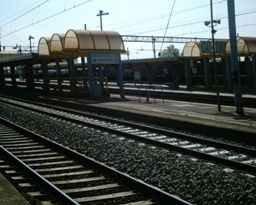
Pensiline
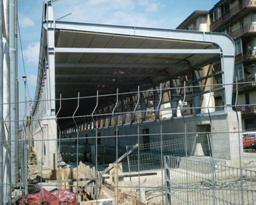
Nuovi binari 1,2 TAV in cantiere
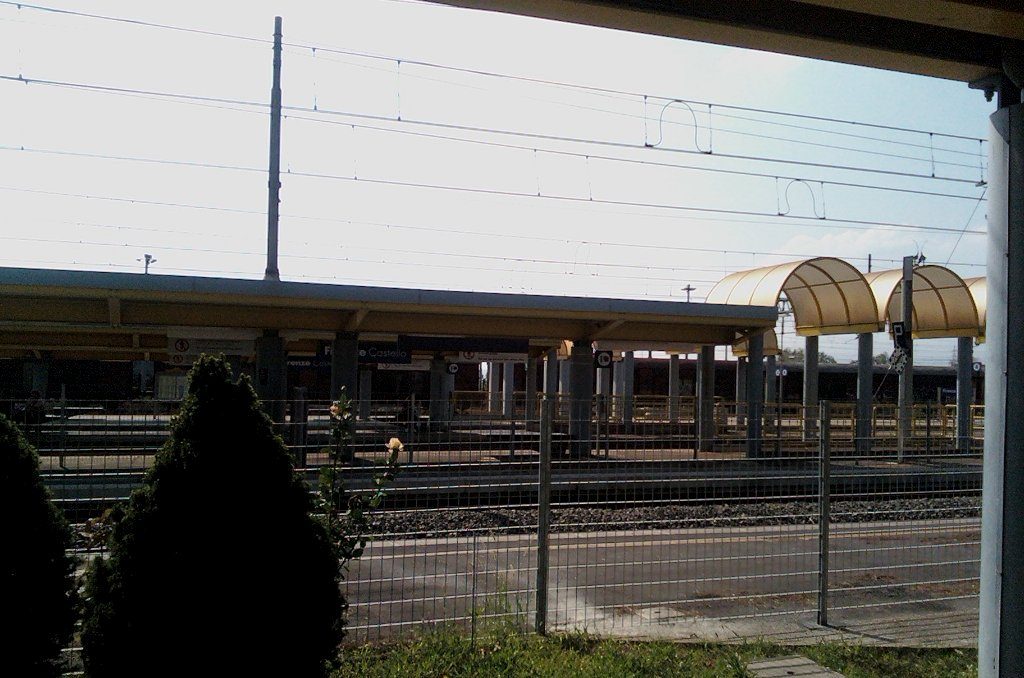
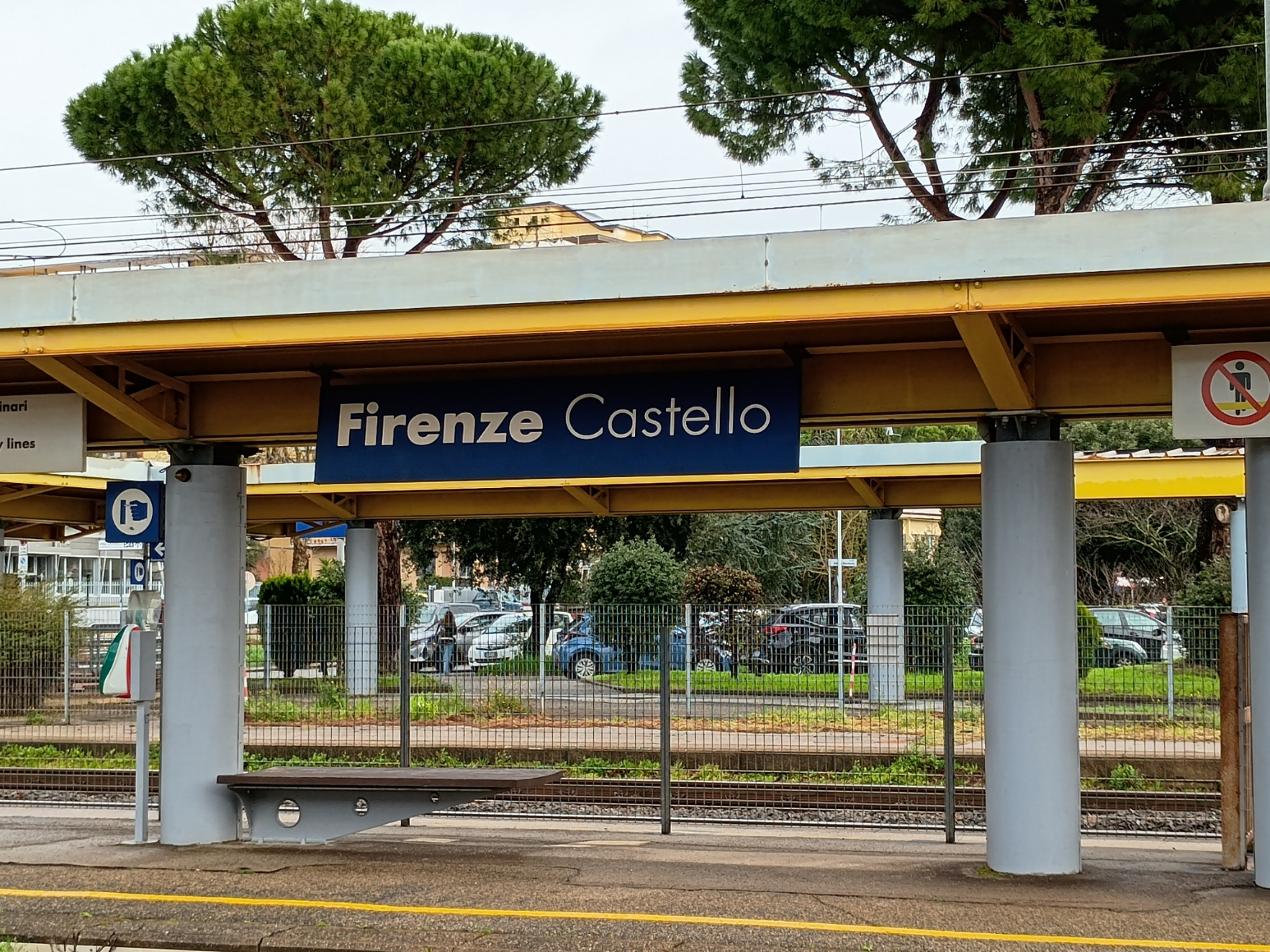
Pensilina
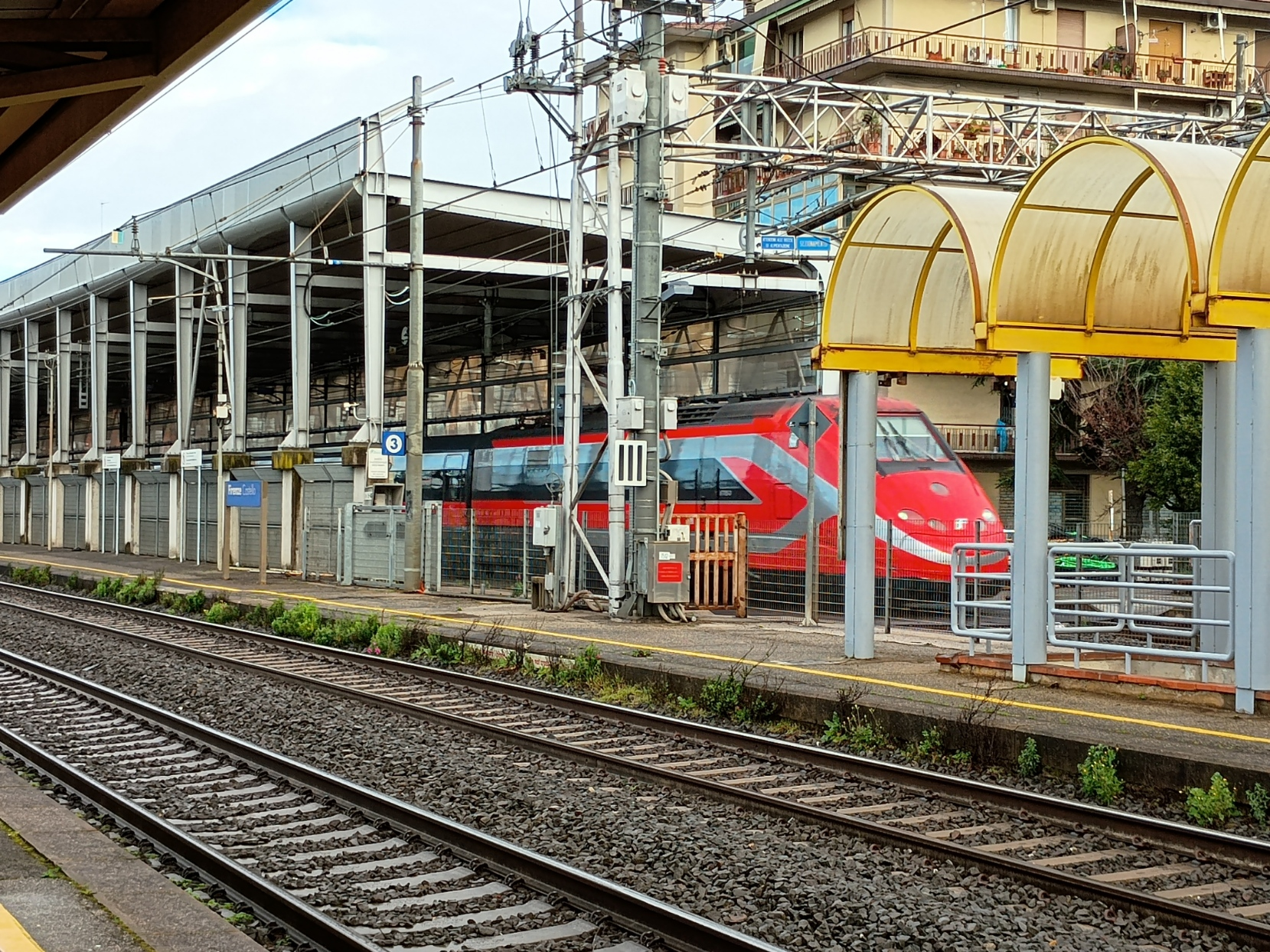
Frecciarossa 1000 in transito a Firenze Castello